# Franz Overbeck

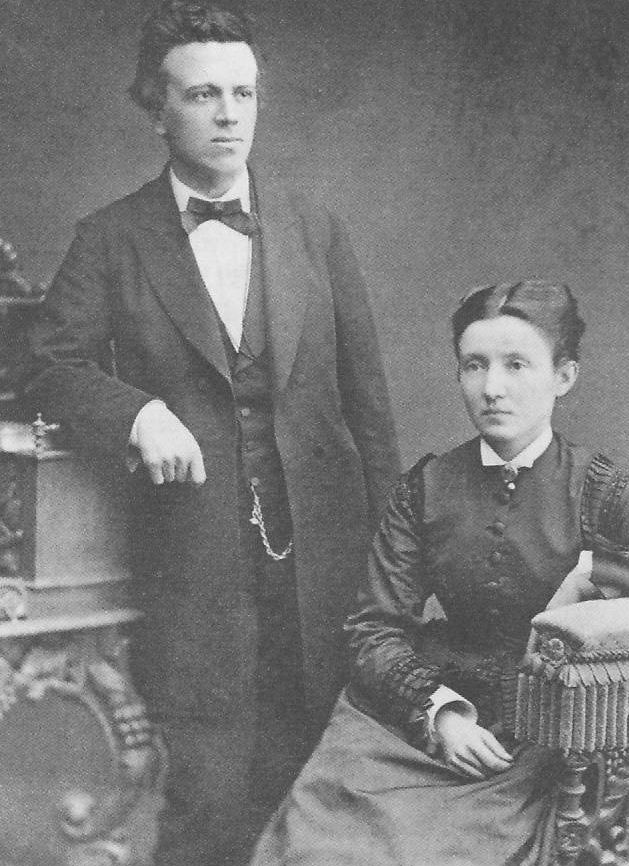
Franz Overbeck och hans fru Ida.

Franz Camille Overbeck, född den 16 november 1837 i Sankt Petersburg, död den 26 juni 1905 i Basel, var en tyskspråkig kyrkohistoriker, som framför allt blivit känd som vän till Friedrich Nietzsche.
Overbeck var son till den tysk-brittiske köpmannen Franz Heinrich Herrmann Overbeck och dennes fru Jeanne Camille Cerclet, en i Sankt Petersburg född fransyska. Från 1846 till februarirevolutionen 1848 levde familjen i Paris, därefter åter i Sankt Petersburg och från 1850 i Dresden. På grund av sin multinationella härkomst behärskade Overbeck de större europeiska kulturspråken flytande. 
Från 1856 till 1864 studerade Overbeck teologi i Leipzig, Göttingen, Berlin och Jena. År 1870 blev han professor i nytestamentlig exegetik och äldre kyrkohistoria vid Basels universitet, där han blev kollega till Nietzsche, med vilken han även bodde granne till 1875. År 1876 ingick Overbeck äktenskap med schweiziskan Ida Rothpletz (1848–1933). Samma år var han universitetets rektor. År 1897 blev han emeritus.